# Mika Häkkinen
Mika Pauli Häkkinen (Vantaa, Finlàndia, 28 de setembre de 1968) és un pilot d'automòbils finès..
Ha estat dos cops campió de la Fórmula 1. És considerat el major rival que ha tingut Michael Schumacher durant la seva carrera (fins a l'arribada de Fernando Alonso) i ha estat pilot de les carreres de turismes alemanys, la Deutsche Tourenwagen Masters (DTM).

## Família
Mika Häkkinen va casar-se amb Erja Honkanen i té un fill, Hugo Ronan, que va néixer l'11 de desembre de l'any 2000 i una filla, Aina Julia, nascuda el 12 de maig del 2005. Des del 1991 Häkkinen viu a Montecarlo.

## Carrera a la F1

### Lotus (1991-1992)
Häkkinen va fitxar per Lotus l'any 1991. En el seu debut al Gran Premi dels Estats Units del 1991 va qualificar-se en la 13a posició però finalment va abandonar la cursa degut a una errada del seu motor. Häkkinen va sumar els seus primers punts al cap de dues curses al Gran Premi de San Marino del 1991 on va acabar en 5a posició a 3 voltes del guanyador de la cursa, Ayrton Senna.
1992
Johnny Herbert va ser el company d'equip de Häkkinen l'any 1992. El finlandès va sumar punts en 6 grans premis, i les seves millors actuacions van ser les quartes posicions al GP de França i al GP d'Hongria. Häkkinen va acabar la temporada en 8a posició del campionat de pilots.

### McLaren (1993-2001)
1993
L'any 1993 Häkkinen va fitxar per McLaren com a pilot de proves. A Mònaco va participar en la Porsche Supercup i posteriorment després de la retirada de Michael Andretti al GP d'Itàlia va ser promocionat a pilot oficial. La seva primera actuació va ser molt encertada, ja que va aconseguir quedar per davant del seu company d'equip Ayrton Senna en les rondes classificatòries. Finalment a la cursa Mika va cometre un error i va abandonar.
1994

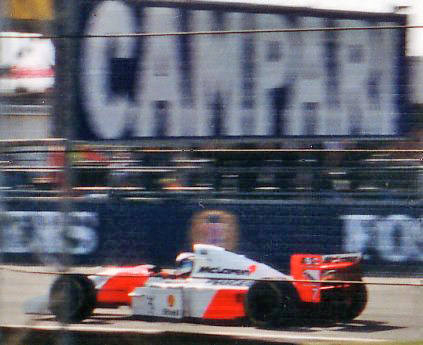
Häkkinen conduint el seu McLaren-Peugeot a la 3a posició del GP Gran Bretanya'94.

Amb Senna marxant a l'equip Williams Häkkinen va passar a liderar l'equip amb Philippe Alliot i Brundle compartint el segon cotxe durant la temporada. McLaren va passar a usar motors Peugeot i Häkkinen va fer 6 podis més que en la temporada anterior incloent una segona plaça al Gran Premi de Bèlgica del 1994. El finlandès va acabar en quarta posició del campionat de pilots amb 26 punts.
1995
L'any 1995 McLaren va passar a usar motors Mercedes,Mika va fer 9 podis durant la temporada. Al Gran Premi d'Austràlia del 1995 Mika va tenir un greu accident degut a una sobtada punxada d'un dels seus pneumàtics i va xocar amb un dels límits del circuit. Va ser salvat gràcies als serveis d'emergència que actuen a la Fórmula 1. Häkinnen per sort va recuperar-se ràpidament i estaria a punt per participar l'any següent.
1996
Durant la temporada 1996 McLaren va millorar, el motor Mercedes era una de les claus i de nou Häkkinen va continuar ocupant sovint el podi encara que la seva primera victòria no va arribar. Aquell any David Coulthard va fitxar per l'escuderia britànica i esdevindria el company de Mika. Häkkinen va acabar en 5a posició el campionat de pilots sumant 31 punts.
1997
McLaren confiava en el seu èxit l'any 1997, Coulthard va aconseguir la primera victòria per a l'equip britànic durant aquesta temporada al GP d'Austràlia. Els McLaren van aconseguir estar a les primeres posicions sovint però Coulthard va acabar per davant del finlandès en el campionat de pilots.
1998

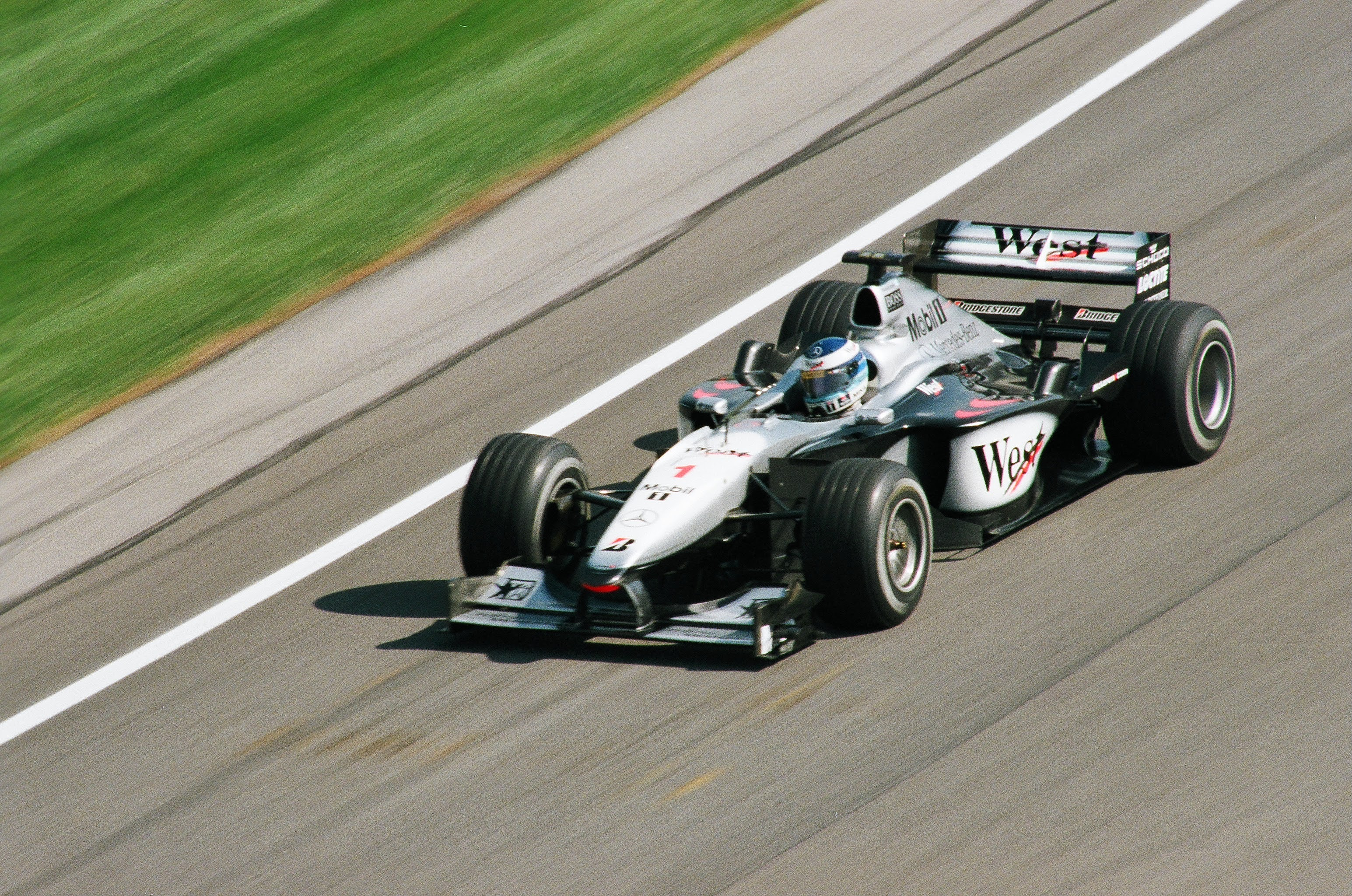
Mika Häkkinen al Gran Premi dels Estats Units del 2000.

Mika va aconseguir la seva primera victòria i el seu primer campionat de pilots durant aquesta temporada. Amb Adrian Newey, el famós dissenyador de Williams-Renault, Häkkinen va disposar del vehicle més ràpid de la temporada. La seva velocitat sota pressió va ser alta i al GP del Japó va proclamar-se campió de la categoria per davant de Michael Schumacher.
1999
La seva defensa del títol va ser complicada. Amb un McLaren no tan fiable com el de l'any anterior va perdre alguns punts importants al principi de la temporada però es va beneficiar del trencament de cama de Michael Schumacher al Gran Premi de Gran Bretanya del 1999.Així el seu rival va ser Eddie Irvine i la irregularitat de l'irlandès va fer que la Scuderia Ferrari no pogués aprofitar els problemes de McLaren. Així la lluita pel campionat de pilots va durar fins a l'última cursa, el GP del Japó on Mika va guanyar i va proclamar-se bicampió de la categoria.
2000
L'any 2000 Häkkinen no va poder-se imposar a un inspirat Michael Schumacher i així el finlandès va veure com s'acabava la seva ratxa. A Spa però Mika va aconseguir un dels avançaments més espectaculars de la Fórmula 1 sobre Michael Schumacher. Va ser a la recta Kemmel aprofitant l'aparició d'un pilot doblat. Al GP del Japó Schumacher es va proclamar campió després d'una dura cursa enfront del finlandès. L'alemany ha declarat que aquesta victòria davant de Mika va ser la més complicada de la seva carrera una indicació del gran respecte que es tenen aquests dos campions de la categoria.
2001
La temporada 2001 de la Fórmula 1 seria la seva última temporada a la Fórmula 1. Aquest any va ser David Coulthard qui va posar la pressió a Schumacher mentre Häkkinen es va mostrar fora de forma. El finlandès només va aconseguir brilla a Silverstone i a Indianapolis on va aconseguir la seva última victòria. Al final de la temporada Mika va deixar la categoria, en les seves declaracions va dir que ja no era capaç de donar aquell 110% que s'aconsegueix gràcies a la motivació i que requereix una competició com la Fórmula 1.

## Resultats a la Fórmula 1
(Curses en negreta indiquen pole)
| Any  | Equip   | 1       | 2       | 3       | 4       | 5       | 6       | 7       | 8       | 9       | 10      | 11      | 12      | 13      | 14      | 15      | 16      | 17      | Equip   | WDC | Punts |
| ---- | ------- | ------- | ------- | ------- | ------- | ------- | ------- | ------- | ------- | ------- | ------- | ------- | ------- | ------- | ------- | ------- | ------- | ------- | ------- | --- | ----- |
| 1991 | Lotus   | USA 13  | BRA 9   | SMR 5   | MON Ret | CAN Ret | MEX 9   | FRA DNQ | GBR 12  | ALE Ret | HUN 14  | BEL Ret | ITA 14  | POR 14  | ESP Ret | JAP Ret | AUS 19  |         | Lotus   | 16è | 2     |
| 1992 | Lotus   | SUD 9   | MEX 6   | BRA 10  | ESP Ret | SMR DNQ | MON Ret | CAN Ret | FRA 4   | GBR 6   | ALE Ret | HUN 4   | BEL 6   | ITA Ret | POR 5   | JAP Ret | AUS 7   |         | Lotus   | 8è  | 11    |
| 1993 | McLaren | SUD     | BRA     | EUR     | SMR     | ESP     | MON     | CAN     | FRA     | GBR     | ALE     | HUN     | BEL     | ITA     | POR Ret | JAP 3   | AUS Ret |         | McLaren | 15è | 4     |
| 1994 | McLaren | BRA Ret | PAC Ret | SMR 3   | MON Ret | ESP Ret | CAN Ret | FRA Ret | GBR 3   | ALE Ret | HUN     | BEL 2   | ITA 3   | POR 3   | EUR 3   | JAP 7   | AUS 12  |         | McLaren | 4t  | 26    |
| 1995 | McLaren | BRA 4   | ARG Ret | SMR 5   | ESP Ret | MON Ret | CAN Ret | FRA 7   | GBR Ret | ALE Ret | HUN Ret | BEL Ret | ITA 2   | POR Ret | EUR 8   | PAC Inj | JAP 2   | AUS DNS | McLaren | 7è  | 17    |
| 1996 | McLaren | AUS 5   | BRA 4   | EUR Ret | ARG 8   | SMR 8   | MON 6   | ESP 5   | CAN 5   | FRA 5   | GBR 3   | ALE Ret | HUN 4   | BEL 3   | ITA 3   | POR Ret | JAP 3   |         | McLaren | 5è  | 31    |
| 1997 | McLaren | AUS 3   | BRA 4   | ARG 5   | SMR 6   | MON Ret | ESP 7   | CAN Ret | FRA Ret | GBR Ret | ALE 3   | HUN Ret | BEL DSQ | ITA 9   | AUT Ret | LUX Ret | JAP 4   | EUR 1   | McLaren | 6è  | 27    |
| 1998 | McLaren | AUS 1   | BRA 1   | ARG 2   | SMR Ret | ESP 1   | MON 1   | CAN Ret | FRA 3   | GBR 2   | AUT 1   | ALE 1   | HUN 6   | BEL Ret | ITA 4   | LUX 1   | JAP 1   |         | McLaren | 1r  | 100   |
| 1999 | McLaren | AUS Ret | BRA 1   | SMR Ret | MON 3   | ESP 1   | CAN 1   | FRA 2   | GBR Ret | AUT 3   | ALE Ret | HUN 1   | BEL 2   | ITA Ret | EUR 5   | MYS 3   | JAP 1   |         | McLaren | 1r  | 76    |
| 2000 | McLaren | AUS Ret | BRA Ret | SMR 2   | GBR 2   | ESP 1   | EUR 2   | MON 6   | CAN 4   | FRA 2   | AUT 1   | ALE 2   | HUN 1   | BEL 1   | ITA 2   | USA Ret | JAP 2   | MYS 4   | McLaren | 2n  | 89    |
| 2001 | McLaren | AUS Ret | MYS 6   | BRA Ret | SMR 4   | ESP 9   | AUT Ret | MON Ret | CAN 3   | EUR 6   | FRA DNS | GBR 1   | ALE Ret | HUN 5   | BEL 4   | ITA Ret | USA 1   | JAP 4   | McLaren | 5è  | 37    |